# Shunhe (socken i Kina, Henan, lat 33,00, long 114,08)
Shunhe (kinesiska: 顺河, 顺河乡) är en socken i Kina. Den ligger i provinsen Henan, i den centrala delen av landet, omkring 200 kilometer söder om provinshuvudstaden Zhengzhou. Antalet invånare är 27 613. Befolkningen består av 14 284 kvinnor och 13 329 män. Barn under 15 år utgör 23,0 %, vuxna 15-64 år 67 %, och äldre över 65 år 8,0 %.
Genomsnittlig årsnederbörd är 1 142 millimeter. Den regnigaste månaden är augusti, med i genomsnitt 255 mm nederbörd, och den torraste är januari, med 17 mm nederbörd.